# Пертузумаб/трастузумаб/гиалуронидаза
Пертузумаб/трастузумаб/гиалуронидаза — комбинированный лекарственный препарат для лечения рака молочной железы. Одобрен для применения: США (2020).

## Механизм действия
Комбинация: пертузумаб,трастузумаб,гиалуронидаза.

## Показания
- Метастатический HER2-положительный рак молочной железы (в комбинации с доцетакселом).
- Неоадъювантная[англ.] или адъювантная терапия[англ.] при ранних стадиях (в комбинации с химиотерапией).[2]

## Противопоказания
- Гиперчувствительность.

## Беременность
Женщины детородного возраста во время лечения и 7 мес. после него должны использовать методы контрацепции.

## Способ применения
Подкожная инъекция.